# Dasabhúmika
A dasabhúmika (szanszkrit; kínai : 地論宗; pinjin ti lun cung) buddhista szekta volt Kínában, amelynek filozófiai alapját Vaszubandhu azonos című szanszkrit nyelvű szútrája (kínai: 十地經; pinjin si ti csing; Tíz szint szútra) szolgáltatta.  Később beolvadt a hua-jen iskolába, amely felvette ezt a szútrát a legfontosabb szövegei közé.
A Gandavjuha-szútra mellett a Dasabhúmika-sásztra az Avatamszaka-szútra egyik legfontosabb fejezete. Leírja a Bodhiszattva-jánát, amely a buddhaság tíz szintje, illetve az ösvényt, amelyen a bódhiszattva halad a megvilágosodás felé (bodhi).